# Gilbert Quiñónez
Gilbert Quiñónez (nació 31 de agosto de 1987) es un futbolista Ecuatoriano que actualmente juega para el Venecia de la Segunda Categoría.
Su posición es de Defensor y en la primera etapa del 2009 fue el consentido del ex DT Benito Floro.

## Carrera profesional
Fue uno de los tanto elementos juveniles del proyecto de Eduardo Maruri y Benito Floro denominado La Renovación.

## Clubes
| Club                    | País    | Año       |
| ----------------------- | ------- | --------- |
| Barcelona Sporting Club | Ecuador | 2003-2007 |
| Manta FC                | Ecuador | 2007      |
| Barcelona Sporting Club | Ecuador | 2009      |
| River Ecuador           | Ecuador | 2009-2011 |
| Huaquillas Fútbol Club  | Ecuador | 2012      |
| Deportivo Quevedo       | Ecuador | 2012      |
| Grecia de Chone         | Ecuador | 2013      |
| Deportivo Azogues       | Ecuador | 2014      |
| Venecia                 | Ecuador | 2014-     |